# BloodRayne 2: Deliverance
 (juillet 2021).
Si vous disposez d'ouvrages ou d'articles de référence ou si vous connaissez des sites web de qualité traitant du thème abordé ici, merci de compléter l'article en donnant les références utiles à sa vérifiabilité et en les liant à la section « Notes et références ».
Série BloodRayne
BloodRayne
(2005) Blood Reich
(2011)
Pour plus de détails, voir Fiche technique et Distribution.
BloodRayne 2: Deliverance (BloodRayne II: Deliverance) est un film germano-canado-américain réalisé par Uwe Boll, sortie directement en DVD en 2007.
Le film est le deuxième volet de la trilogie de films qui s’inspire partiellement de la série de jeux vidéo éponyme de Majesco Entertainment : BloodRayne. Il est précédé par BloodRayne et suivi par Blood Reich.

## Synopsis
Rayne une demi-vampire se retrouve au Far-West et s'associe avec Pat Garrett pour arrêter Billy the Kid, le chef d'une horde qui a envahi la ville de Deliverance et kidnappe des enfants. En vérité, Billy the Kid est un vampire et sa horde est aussi composée de vampires.

## Fiche technique
- Titre original : Bloodrayne II: Deliverance
- Titre français : BloodRayne 2 : Deliverance
- Réalisation : Uwe Boll
- Scénario : Christopher Donaldson, Neil Every et Masaji Takei, d'après une histoire de Christopher Donaldson et Neil Every
- Musique : Jessica de Rooij
- Direction artistique : Rick Willoughby
- Décors : Tink
- Costumes : Katrina McCarthy
- Photographie : Mathias Neumann
- Son : Ian Robinson, Kelly Cole, Hugo DeLaCerda, Bill Mellow
- Montage : Eric Hill
- Production : Shawn Williamson et Dan Clarke

Production déléguée : Uwe Boll et Horst Hermann
Production associée : Jonathan Shore et Matthias Triebel
Coproduction déléguée : Jesse Sutton
- Sociétés de production[1] :
  - Allemagne : Boll Kino Beteiligungs GmbH & Co. KG, en association avec Herold Productions[2]
  - Canada : Brightlight Pictures
  - États-Unis : BR2 Productions[3], en association avec Pitchblack Pictures[2]
- Sociétés de distribution :
  - Allemagne : Splendid Film (DVD)
  - Canada : Visual Entertainment [réf. souhaitée]
  - États-Unis : Cinedigm Entertainment Group (Diffusion TV / VOD) ; Toucan Cove (DVD) ; Visual Entertainment (DVD)
  - France : Sony Pictures Releasing France [réf. souhaitée]
- Budget : 10 millions de $ (estimation)[4]
- Pays d'origine :  Allemagne,  Canada,  États-Unis
- Langue originale : Anglais
- Format[5] : couleur - 35 mm - 1,85:1 (Panavision)
- Genre : fantastique, action, western
- Durée : 90 minutes / 99 minutes
- Dates de sortie[6] :
  - Canada : 18 septembre 2007 [réf. souhaitée]
  - États-Unis : 18 septembre 2007 (sortie directement en DVD)
  - Allemagne : 30 novembre 2007 (sortie directement en DVD)
  - France : 10 septembre 2008 (sortie directement en DVD)[7]
- public : -12 [réf. souhaitée]
- Classification[8] :
  -  Canada : Les enfants de moins de 14 ans doivent être accompagnées d'un adulte (14A - 14 Accompaniment).
  -  Allemagne : Interdit aux moins de 18 ans (FSK 18).
  -  États-Unis : Interdit aux moins de 17 ans (certificat #43754) (R – Restricted) [Note 1].

## Distribution
- Natassia Malthe (VF : Fanny Roy) : Rayne
- Zack Ward : Billy the Kid
- Michael Paré : Pat Garrett
- Chris Coppola : Newton Pyles
- Chris Spencer : Bartender Bob
- Brendan Fletcher : Muller
- Sarah-Jane Redmond : Martha
- Michael Teigen : Slime Bag Franson
- Michael Eklund : The Preacher
- John Novak : Sheriff Cobden
- Tyron Leitso : Fleetwood
- Jodelle Ferland : Sally
- Mike Dopud : Flintlock Hogan
- Cole Heppell  : William

## Accueil

### Critiques
Comme le premier volet, le film a reçu des critiques négatives. Même s'il ne dispose pas de score sur le site agrégateur de critiques Rotten Tomatoes, quatre critiques ont quand même été publiées. L'une d'elles déclare "que le résultat fait plus amateur que auteur".